# Давиденко Елла Володимирівна
Давиденко Елла Володимирівна (нар. 20 листопада, 1941, м. Армавір, РСФРР — 2020) — українська журналістка російського походження. Заслужена журналістка України.

## Життєпис
Елла Володимирівна Давиденко народилась 20 листопада 1941 року в місті Армавір.
У 1966 закінчила факультет журналістики в Київському державному університеті імені Т. Г. Шевченка. 
Працювала в українських газетах та журналах в Києві. 
Дружина українського журналіста, фотохудожника Давиденка Володимира Прокоповича (1940—2013).
У 1995 удостоєна почесного звання «Заслужена журналістка України».
Померла 2020 року і похована в Києві.

## Творча та громадська діяльність
Авторка багатьох актуальних високопрофесійних публікацій.
У  квітні 1994 була учасницею 1-го міжнародного фестивалю-марафону «Будьмо, люди!».
Була членкинею Національної спілки журналістів України.

### Книжкові видання
- 1984 — Сонячна ніч;
- 1990 — Погода на планеті.

## Нагороди і відзнаки
- 1993 — володарка премії «Золоте перо» від Національної спілки журналістів України;
- 1995 — володарка почесного звання «Заслужена журналістка України».